# Јужни ветар (филм)
Јужни ветар је српски филм из 2018. године, продуцентских кућа Режим, Арт Виста и Архангел студиос, режисера Милоша Аврамовића, по сценарију Петра Михајловића и Милоша Аврамовића. Филм је премијерно приказан 25. августа 2018. године на Филмским сусретима у Нишу где је освојио 4 награде. У биоскопима је почео да се приказује од 25. октобра 2018. године.
Од филма је настала и истоимена TB серија која се наставља на радњу после догађаја из филма за РТС, која је почела са снимањем 5. априла 2019. године, а премијерно је емитована 19. јануара 2020. године. Наставак, Јужни ветар 2: Убрзање, премијерно је приказан 2021. године. У плану је и друга сезона серије.

## Радња
Иако у сваком смислу изузетно повољан и потенцијално веома исплатив, геостратешки положај Србије током историје проузроковао је много више негативног за људе који су живели на овом простору. Током последњих пар деценија, овакав положај условио је да се Србија, „раскрсница путева“, и дефинитивно нађе на такозваном „путу дроге“, који Блиски исток спаја са Европом. Постоји безброј верзија на који дрога, најтежа болест савременог друштва, може да утиче на животе људи, како оних директно везаних за њу, криминалаца и зависника, тако и оних који игром случаја бивају уплетени у ову „игру“. Филм „Јужни ветар“ жели да исприча једну од ових верзија.
У животу Петра Мараша, младог припадника београдске аутомобилске мафије, ствари почињу да добијају смисао. Напушта родитељски дом и са дугогодишњом девојком Софијом се усељава у свој нови стан. Клан чији је припадник, а којим управља искусни „Цар“, добро „ради“. Посао је уигран, новца има довољно за све, а полиција им не прави проблеме.
Све ће се то променити када Мараш случајно украде погрешна кола. Убрзо, Мараш долази у директни сукоб са вођом другог клана - Голубом.

## Улоге
| Глумац             | Улога                          |
| ------------------ | ------------------------------ |
| Милош Биковић      | Петар Мараш                    |
| Небојша Глоговац   | Голуб                          |
| Драган Бјелогрлић  | Драгослав „Цар”                |
| Миодраг Радоњић    | Марко Милошевић "Баћа"         |
| Милош Тимотијевић  | Ступар                         |
| Јована Стојиљковић | Софија Мараш                   |
| Богдан Диклић      | Лазар Мараш                    |
| Срђан Тодоровић    | Јани                           |
| Јасна Ђуричић      | Анђела Мараш                   |
| Александар Берчек  | Слободан Остојић "Црвени"      |
| Лука Грбић         | Ненад Мараш                    |
| Христо Шопов       | Димитар Митевски               |
| Нела Михајловић    | Љубица, Драгослављева жена     |
| Ивајло Захаријев   | Христо Митевски                |
| Исидора Грађанин   | Христова љубавница             |
| Славиша Чуровић    | Рајко                          |
| Филип Хајдуковић   | Стеван, Драгослављев син       |
| Милан Никитовић    | Човек у станици                |
| Дениз Абдула       | Бугарски крадљивац кола        |
| Новак Билбија      | Паја                           |
| Маја Јаковљевић    | Продавачица на трафици         |
| Даниел Ковачевић   |                                |
| Милан Никитовић    | Полицијски чиновник            |
| Љубомир Николић    | Шеф обезбеђења                 |
| Милош Петровић     | Суки, шеф Голубовог обезбеђења |
| Душан Радовић      |                                |
| Жарко Степанов     | Посластичар                    |
| Слободан Тешић     |                                |
| Габријела Пејчев   | Бугарска певачица              |

## Реч редитеља
Овај сценарио представља резултат моје потребе да на поучан начин пренесем млађим генерацијама све оно што сам као клинац доживео и преживео 90-их година на улицама београдског насеља Миријево, окружен екстремним насиљем и сиромаштвом, у свету без хероја.— Милош Аврамовић

## Музика
С обзиром на модерну тему филма и на тенденцију креатора да покажу живот у Београду у 21. веку, екипа филма је велику пажњу посветила музици која прати читав филм, па је тако, поред модерних и тренутно актуелних постојећих песама, за потребе филма снимљен читав сет песама. Целокупну музику за филм радила је београдска дискографска кућа Басивити. За потребе филма снимљене су следеће песме:
- Цоби и Senidah, 4 стране света (насловна нумера филма[5])
- Мили, Грми
- Марлон Брутал и Ђус, Маче
- Цоби и Мили, Јужни ветар гас
- Анђела Вештица и MCN, Град греха
- Микри Маус и Моногамија, Мојне с' нама
- Surreal, Hollywood[6]

## Награде
- Врњачка Бања: Друга награда за сценарио